# Bea Feitler
Beatriz Feitler (5 tháng 2 năm 1938 - 8 tháng 4 năm 1982), là một nhà thiết kế và đạo diễn nghệ thuật người Brazil nổi tiếng với tác phẩm của cô trong Harper's Bazaar, bà Rolling Stone và buổi ra mắt của Vanity Fair hiện đại.

## Cuộc đời, học vấn và sự nghiệp
Feitler được sinh ra ở Rio de Janeiro vào năm 1938, sau khi cha mẹ Do Thái của cô, Rudi và Erna Feitler, chạy trốn khỏi Đức Quốc xã. Cô đã dành phần lớn thời gian làm việc của mình tại Hoa Kỳ, nơi cô tốt nghiệp trường Thiết kế của Parson ở thành phố New York. Cô thiết kế áo khoác cho hãng thu âm Atlantic.
Sau khi tốt nghiệp vào năm 1959, cô trở lại Brazil để học vẽ tại Rio de Janeiro. Hợp tác với hai nhà thiết kế đồ họa khác là Serguio Jaguaribe (họa sĩ vẽ tranh biếm họa Jaguar) và Glauco Rodrigues, cô bắt đầu Studio G, một studio nghệ thuật chuyên về áp phích, bìa album và thiết kế sách. Feitler làm việc trong một công ty quảng cáo với tạp chí Senhor.
Trong số các tác phẩm quan trọng nhất của cô trong giai đoạn này là những bìa sách được viết cho Nhà xuất bản và các tác giả.

## Bệnh tật và sự ra đi
Dự án cuối cùng của Feitler là vấn đề ra mắt trở lại tại Vanity Fair. Vào thời điểm đó, cô đã trải qua phẫu thuật và hóa trị để điều trị một dạng ung thư hiếm gặp và đã trải qua hóa trị trong vài tháng. Feitler qua đời ngày 8 tháng 4 năm 1982, trước khi vấn đề này được công bố.